# Husam Chadat
Husam Chadat (* 15. Mai 1966 in Damaskus) ist ein deutsch-syrischer Schauspieler und Regisseur. 

## Leben
Husam Chadat absolvierte von 1983 bis 1987 zunächst ein Studium zum Bauingenieur in seiner Geburtsstadt, ehe er von 1987 bis 1991 Schauspiel an der dortigen Theaterakademie studierte. Von 1990 bis 1993 hatte Chadat ein Engagement am Nationaltheater von Damaskus, in der gleichen Zeit stand er für das syrische Fernsehen vor der Kamera. 1993 kam Chadat nach Deutschland und nahm ein Regiestudium an der  Hochschule für Fernsehen und Film München auf, das er 2003 abschloss.  Von 1995 bis 1997 war er darüber hinaus Stipendiat des Deutschen Akademischen Austauschdienstes. Während des Studiums realisierte Chadat eine Reihe von Dokumentar- und Kurzfilmen, die auf verschiedenen Festivals wie den Hofer Filmtagen, der Europäischen Kurzfilmbiennale Ludwigsburg oder dem Filmfest München liefen und zum Teil mehrfach ausgezeichnet wurden. Als Co-Autor und Co-Regisseur war er an zwei Dokumentationen über den Filmproduzenten Bernd Eichinger beteiligt, Bernd Eichinger, ein echter Pionier und Bernd Eichinger – wenn das Leben zum Kino wird. Auf der Grundlage der hierin von Chadat mit Eichinger geführten Gespräche entstand 2012 zu einem wesentlichen Teil der Dokumentarfilm Der Bernd.
Von 2000 bis 2002 betreute Chadat die Projektentwicklung bei der Constantin Film, 2003 berichtete er gemeinsam mit Anke Engelke über die Berlinale für das ARD-Morgenmagazin. In den Jahren 2003 und 2004 war Chadat für die arabische Internetseite des Discovery Channel zuständig, seit 2003 arbeitete er auch als freier Autor für das ProSieben-Magazin Avenzio – schöner Leben!. Ferner übersetzte Chadat Thomas Bernhards Theaterstück Der Theatermacher in die arabische Sprache.
Seit Ende der 1990er Jahre dreht Chadat auch immer wieder für das deutsche Fernsehen. So war er in mehreren Tatort-Episoden und verschiedenen Serien und Fernsehfilmen zu sehen. 2015 stand er neben Bruce Willis und Bill Murray in dem US-amerikanischen Spielfilm Rock the Kasbah vor der Kamera. Außerdem war er in Michael Bays Actionfilm 13 Hours: The Secret Soldiers of Benghazi zu sehen, der im März 2016 in die Kinos kam.
Husam Chadat spricht neben Deutsch und Arabisch auch Englisch und Spanisch. Er lebt in Berlin.

## Filmografie

### Als Regisseur
- 1994: She (Kurzfilm)
- 1996: Der Sonnenkuss (Kurzfilm)
- 1997: Die Hochzeit (Kurzfilm)
- 1999: Das Licht fassen (Dokumentarfilm)
- 1998–2004: Good bye Damaskus (Dokumentarfilm)
- 2000: Die Töchter Scheherezades (Dokumentarfilm)
- 2000: Bernd Eichinger, ein echter Pionier (als Co-Regisseur)
- 2000: Bernd Eichinger – wenn das Leben zum Kino wird (als Co-Regisseur)
- 2003: Just Get Married (Kurzfilm)
- 2003: In Ibrahims Schoß, Günter Grass bereist den Jemen (Synchronregie für das arabische Fernsehen)

### Als Schauspieler
- 1997: Mafia, Pizza, Razzia (Kurzfilm)
- 1998: Das Trio
- 2000: Honolulu
- 2003: Just Get Married (Kurzfilm)
- 2004: Der letzte Schnitt (Kurzfilm)
- 2009: Waffenstillstand
- 2013: Stable Unstable
- 2014: Tatort – Die Feigheit des Löwen
- 2015: Der Lehrer – Sie haben einen Arzt geschlagen?
- 2015: Eichwald, MdB – Die Ampel
- 2015: Kommissar Marthaler – Engel des Todes
- 2015: Rock the Kasbah
- 2015: Polizeiruf 110 – Grenzgänger
- 2015: Tatort – Ätzend
- 2015: 13 Hours: The Secret Soldiers of Benghazi
- 2015: Die Spezialisten – Im Namen der Opfer – Der heilige Krieger
- 2016: Einfach Rosa – Die zweite Chance
- 2016: Tatort – Im gelobten Land
- 2016: Lindenstraße – Annäherungen
- 2016: Notruf Hafenkante (2 Folgen als Rafik Chihab)
- 2016: Tatort – Kleine Prinzen
- 2017: Kundschafter des Friedens
- 2017: Innen Leben
- 2017: Lotta & der Ernst des Lebens
- 2017: Brüder
- 2017: Helen Dorn – Verlorene Mädchen
- 2018: Tatort – Der Turm
- 2018: Labaule & Erben
- 2019: Die Füchsin – Im goldenen Käfig
- 2019: The New Pope (Regisseur: Paolo Sorrintino)
- 2019: Wir sind die Welle
- 2019: 23 Morde – Bereit für die Wahrheit? – Messer
- 2020: Tatort – Kein Mitleid, keine Gnade
- 2020: Der Mann, der seine Haut verkaufte
- 2020: Flash drive (Regisseur: Darvis Zaim)
- 2021: Alles auf Rot
- 2021: Bell Bottom (2021 film) (Regisseur: Ranjit M Tewari)
- 2022: Zu jung zu sterben. Ein Krimi aus Passau (Fernsehreihe)
- 2022: Der Fluss ist sein Grab. Ein Krimi aus Passau (Fernsehreihe)
- 2022: Das Netz (5 Folgen als Abdullah Yuseef)
- 2022: Servus Baby – Gott
- 2023: Sonne und Beton
- 2023: Bettys Diagnose – Ohne dich (Fernsehserie)
- 2023: Die Saat – Tödliche Macht (Fernsehserie)
- 2024: Im Rosengarten
- 2024: Blutige Anfänger: Die letzte Ermittlung (Fernsehserie)
- 2025: Die Drei von der Müllabfuhr – Der Neue
- 2025: Die Drei von der Müllabfuhr – Schutzgeld
- 2025: Tatort: Zugzwang
- 2025: Eagles of the Republic

## Auszeichnungen
- 1997: Max-Ophüls-Preis für Die Hochzeit
- 1997: Publikumspreis beim Festival Cinema Tout Ecran in Genf für Die Hochzeit
- 2003: Szenenbild-Preis bei den Internationalen Hofer Filmtagen für Just Get Married
- 2004: Publikumspreis beim Internationalen Filmwochenende in Würzburg für Just Get Married